# Nick Smart
Nick Smart (* 1975) ist ein britischer Jazztrompeter und -flügelhornist, der auch als Musikpädagoge hervorgetreten ist.

## Leben und Wirken
Smart studierte bis 1997 Musik an der Salford University, wo er mit dem Malcolm Arnold Prize als bester Trompeter bedacht wurde. 1999 zog er nach London, wo er ein Postgraduierten-Studium an der Guildhall School of Music absolvierte. Er spielte im London Jazz Orchestra, in der Michael Garrick Big Band, der BBC Big Band und als Studiomusiker für Goldrush sowie Spiritualized. Auch ging er als Solist mit dem James Taylor Quartet auf Tournee. 
Smart veröffentlichte 2005 sein Debütalbum Remembering Nick Drake, bei dem er seine Arrangement der Musik von Nick Drake mit John Parricelli, Paul Clarvis, Christine Tobin und Stan Sulzmann interpretierte. 2008 folgte das Trioalbum Remembering Louis Armstrong mit dem Pianisten Hans Koller und Paul Clarvis. Mit seiner Band Trogon legte er 2013 einen Tonträger mit afrokubanischer Musik vor. Auch dirigierte er das Stan Sulzmann Neon Orchestra und das Troykestra. Er arbeitete mit George Russell, Bob Brookmeyer, John Hollenbeck, den New York Voices, Mike Gibbs und Dave Douglas und gehörte zur Bigband von Kenny Wheeler, mit dem er auch aufnahm. Er ist auch auf Einspielungen des James Taylor Quartet, von Norma Winstone, Trish Clowes, Ion Opstad und Christine Tobin zu hören. Mit dem. Saxophonisten Jordan Smart und dem Schlagzeuger Jesse Barrett gründete er das Trio Mammal Hands, mit dem er 2014 das Debütalbum Animalia vorlegte, gefolgt von vier weiteren Alben.
Smart lehrte am Bedford SMMS Jazz Department und leitete das Camden Schools Jazz Ensemble. Er gehörte zum Lehrkörper des Jazzstudiengangs an der Middlesex University; weiter lehrte er am Colchester Institute, bevor er Leiter des Jazzstudiengangs der Royal Academy of Music wurde. 2013 wurde er mit dem Parliamentary Jazz Award for Jazz Education ausgezeichnet.